# Idéographie
Cette page contient des caractères spéciaux ou non latins. S’ils s’affichent mal (▯, ?, etc.), consultez la page d’aide Unicode.

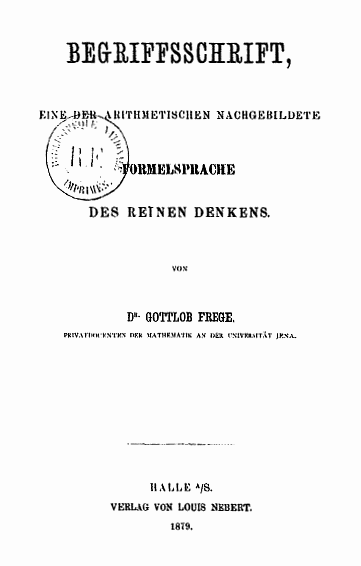
Page de titre de l'ouvrage de Frege de 1879, Begriffschrift (Idéographie).

L'idéographie (Begriffsschrift) est un langage entièrement formalisé inventé par le logicien Gottlob Frege et qui a pour but de représenter de manière parfaite la logique mathématique.

## Introduction
Le projet d'un langage entièrement formalisé n'est pas nouveau : Leibniz en avait développé un, qui n'aboutit pas, sous le nom de caractéristique universelle.

## Naissance de l'idéographie
La première publication portant sur l'idéographie est le texte Idéographie (Begriffsschrift –  Eine der arithmetischen nachgebildete Formelsprache des reinen Denkens) publié en 1879. Frege continua à travailler à l'idéographie dans Les Fondements de l'arithmétique (Die Grundlagen der Arithmetik, 1884).

## Représentation graphique de l'idéographie
Ce langage utilise le plan comme espace de travail et ne se limite pas à la ligne (comme la logique d'aujourd'hui, basée sur les Principia Mathematica de Bertrand Russell et Alfred North Whitehead qui en est tributaire). Ce langage est aujourd'hui inutilisé même s'il en subsiste des traces par exemple dans le symbole de négation « ¬ », de conséquence « ⊢ » ou de tautologie modélisation « ⊨ ».
| Idéographie            | Signification                                               | Explication |
| ---------------------- | ----------------------------------------------------------- | --- |
| ─A                     | A est une proposition, on l’affirme logiquement             | A signifie quelque chose qui a un sens et qu'on peut juger soit vrai soit faux, le trait horizontal est appelé trait de contenu |
| ┬─A                    | A est aussi une proposition, on exprime sa négation logique | A est une proposition niée mais attention, on n’a pas pour autant écrit que A était fausse                                      |
| ├─A                    | A est une tautologie                                        | A est une proposition —donc A signifie quelque chose— et de plus A est vraie, le trait vertical est appelé trait de jugement    |
| ├┬─A                   | A est une contradiction                                     | A est une proposition et de plus A est fausse                                                                                   |
| ─┬─B └─A ou ─┬┬─A └┬─B | A implique B                                                | L'implication est décrite par Frege comme B ou non A, il s'agit de l'implication logique classique, voir ci-après               |
| ─┬──B └┬─A             | non A implique B, soit A ou B                               | Vu la ligne supérieure, on a B ou non non A, soit B ou A                                                                        |
| ─┬┬─B └┬─A             | (non A) implique (non B)                                    | |
| ─┬┬─B └──A             | A implique non B, soit non (A et B)                         | Il est faux que A et non non B                                                                                                  |
| ┬┬──B └┬─A             | non (non A implique B)                                      | non (A ou B) |
| ┬┬┬─B └──A             | non (A implique non B)                                      | A et B |
| ┬┬┬┬─A │ └─B └─┬─B └─A | A est équivalent à B                                        | |
| ── A ≡ B               | A et B ont le même contenu                                  | Il faut différencier l’équivalence logique de l’identité de contenu                                                             |

| Concepts basiques            | Notation de Frege                 | Notations modernes                                                                  |
| ---------------------------- | --------------------------------- | ----------------------------------------------------------------------------------- |
| Jugement                     | {\displaystyle \vdash A,\Vdash A} | {\displaystyle p(A)=1} {\displaystyle p(A)=i}                                       |
| Implication                  |                                   | {\displaystyle B\rightarrow A} {\displaystyle B\supset A}                           |
| Quantification universelle   |                                   | {\displaystyle \forall x\colon F(x)}                                                |
| Quantification existentielle |                                   | {\displaystyle \sim \forall x\colon \sim F(x)} {\displaystyle \exists x\colon F(x)} |
| Équivalence/Identité         | {\displaystyle A\equiv B}         | A ↔ B {\displaystyle A\equiv B} {\displaystyle A=B}                                 |

L’implication est exprimée par Frege ainsi, quand on a deux propositions A et B, on a 4 cas :
1. A est affirmé et B est affirmé
2. A est affirmé et B est nié
3. A est nié et B est affirmé
4. A est nié et B est nié

L’implication B implique A (B⊃A) nie le troisième cas, en d’autres termes il est faux qu’on a à la fois B vrai et A faux.
L'idéographie est construite sur l’implication, ce qui facilite l’usage de la règle du détachement, c'est-à-dire que si A est vraie et si A implique B est vraie, alors B est aussi vraie (A ∧ (A⊃B)) ⊃ B.
Elle contient le quantificateur universel ∀, codé par un petit creux surmonté d'une lettre gothique qui remplace le trait ─ (pas disponible en unicode). Le carré logique est aussi présent.
Elle contient aussi la définition, codée dans l'idéographie par le caractère unicode suivant : ╞═.

## Dépassement de la logique de Frege
La présentation axiomatisée de logique chez Frege qui repose sur l'idéographie utilisée entre autres dans les Lois fondamentales de l'arithmétique (Grundgesetze der Arithmetik) a été mise à mal par le paradoxe de Russell. Elle contient en plus de la version de 1879 la loi V qui aboutit à une contradiction comme ∃x (F(x)∧¬F(x)). L'idéographie de 1879 et les théorèmes des Grundgesetze der Arithmetik utilisant cette loi V sont tout de même valides.
Cette loi V exprime que deux extensions de concepts sont identiques quand ils ont les mêmes cas de vérités, soit comme l’écrit Frege dans les Lois fondamentales ἐF(ε) = ἀG(α) = ∀x(F(x) = G(x)), ce qui établit une équipotence (même cardinal) entre l’ensemble des extensions de concepts et celui des concepts, ce qui est contredit par le fait qu’un ensemble a un cardinal strictement inférieur à celui de l’ensemble de ses sous-ensembles. De plus, un corollaire de cette loi V est que tout concept admet une extension, y compris les plus farfelus comme celui-ci « être une extension du concept sous lequel on ne tombe pas » qui, exprimé dans l’idéographie des Lois fondamentales ainsi x=εF ∧ ¬F(x), aboutit au paradoxe du barbier.

## Calcul dans le travail de Frege
Frege a déclaré que neuf de ses propositions sont des axiomes, et les justifiait en soutenant officieusement que, compte tenu de leur sens voulu, ils expriment des vérités évidentes en soi. Re-exprimée en notation contemporaine, ces axiomes sont les suivants:
1. {\displaystyle \vdash \ \ A\rightarrow \left(B\rightarrow A\right)}
2. {\displaystyle \vdash \ \ \left[\ A\rightarrow \left(B\rightarrow C\right)\ \right]\ \rightarrow \ \left[\ \left(A\rightarrow B\right)\rightarrow \left(A\rightarrow C\right)\ \right]}
3. {\displaystyle \vdash \ \ \left[\ D\rightarrow \left(B\rightarrow A\right)\ \right]\ \rightarrow \ \left[\ B\rightarrow \left(D\rightarrow A\right)\ \right]}
4. {\displaystyle \vdash \ \ \left(B\rightarrow A\right)\ \rightarrow \ \left(\lnot A\rightarrow \lnot B\right)}
5. {\displaystyle \vdash \ \ \lnot \lnot A\rightarrow A}
6. {\displaystyle \vdash \ \ A\rightarrow \lnot \lnot A}
7. {\displaystyle \vdash \ \ \left(c=d\right)\rightarrow \left(f(c)=f(d)\right)}
8. {\displaystyle \vdash \ \ c=c}
9. {\displaystyle \vdash \ \ \forall af(a)\rightarrow \ f(c)}

(1)–(3) régissent l'implication matérielle, (4)–(6) la négation, (7) et (8) l'identité, et (9) le quantificateur universel. Le (7) exprime le principe d'identité des indiscernables de Leibniz, et le (8) affirme que l'identité est une relation réflexive.
Toutes les autres propositions sont déduites de (1)–(9) grâce à l'une des règles d'inférence suivantes :
- Le Modus ponens nous permet de déduire {\displaystyle \vdash B} de {\displaystyle \vdash A\to B} et {\displaystyle \vdash A};

- La loi de généralisation nous permet de déduire {\displaystyle \vdash P\to \forall xA(x)} de {\displaystyle \vdash P\to A(x)} si x ne se produit pas de P;

- La règle de substitution, que Frege ne précise pas explicitement. Frege a appliqué les résultats du Begriffsschrifft dans Les Fondements de l'arithmétique.